# ムーニー (おむつ)
ムーニー（英: Moony）は、ユニ・チャームが製造・販売するベビー用品のブランド。1981年発売。主な商品は乳幼児用の紙おむつとおしりふき。

## 概要
同社が製造販売を行う乳幼児用の紙おむつ、おしりふきや母乳パッドのブランドである。日本及び中国においては、同社が製造販売をする紙おむつのもう一つの主力ブランドである「マミー・ポコ」が価格重視であるのに対し、「ムーニー」ブランドは機能性・品質重視に設定されている。1992年以降はテープ止めタイプのおむつを「ムーニー」、パンツタイプのおむつを「ムーニーマン」としてブランドを使い分けている。2016年にはオーガニックコットンを採用し、「ムーニー」よりさらに高機能な「ナチュラルムーニー」及び「ナチュラルムーニーマン」が日本、中国、台湾で投入された。
派生商品として1987年には就寝時の排泄に特化した「ウルトラムーニーナイト」（テープ止めタイプ）を発売、1990年には高月齢児の夜尿症対策に特化した使い捨てパンツの「ムーニーオヤスミマン」が試験販売された（正式発売は1991年）。前者は現在は「ムーニー」と統合され廃止、後者は発売後すぐに「オヤスミマン」となり「ムーニー」から独立し、現在に至る。

## 歴史
- 1981年 - ベビー用紙オムツ『ムーニー』を発売[7]。
- 1987年 - ギャザーを立体形状に改良した『ウルトラムーニー』、夜専用として高分子吸収体を増量した『ウルトラムーニーナイト』を発売。
- 1991年 - 夜尿症に特化した『ムーニー オヤスミマン』を発売。（札幌地区のみ前年に試験販売）[8]
- 1992年 - はかせるオムツ『ムーニーマン』を発売。
- 1993年 - 片手でとりだせるおしりふき『ムーニーちゃんラクラクおしりふき』を発売
- 1994年 - 超薄型テープオムツ『ムーニーパワースリム』を発売。
- 1995年 - 超薄型パンツオムツ『ムーニーマンパワースリム』を発売。
- 2000年 - くまのプーさんデザインを採用開始。
- 2001年 - ハイハイ用パンツオムツ『ムーニーマンハイハイ用』を発売。
- 2004年 - 水遊び用パンツ『ムーニーマン水あそびパンツ』を発売。
- 2006年 - 汗ケアパンツオムツ『ムーニーマン汗スッキリ』を発売。
- 2007年9月14日 - 『ムーニーマン　スーパーBig』を発売[9]。
- 2008年 - 吸収体うすさ2分の1のパンツ型ベビー用紙オムツ『ムーニーマンスリムパンツ』を発売。
  - ブランドロゴを変更。ムーニーからmoonyに。
- 2010年 - パンツタイプのブランド名を『ムーニーマン』から『ムーニーパンツ』に変更。
  - 『ムーニーマンスリムパンツ』の cmが『環境コミュニケーション大賞テレビ環境 cm部門 優秀賞』を受賞。
  - 子供用紙オムツ『ムーニーパンツ 下着仕立て』を発売。
- 2013年 - パンツタイプのブランド名を『ムーニーパンツ』から『ムーニーマン』に変更。
  - フィットするカーブ設計の『ムーニー エアフィット』を発売。
- 2016年 - オーガニックコットンを採用した上位版の『ナチュラルムーニー』、『ナチュラルムーニーマン』発売。
- 2019年 - くまのプーさんデザインを終了し、ムーニーちゃんに変更。

## 製品一覧

### 紙おむつ

#### ムーニー（テープタイプ）
紙おむつには動植物の柄（「ムーニーパンツ」の男の子用は恐竜柄、乗り物柄）に「ムーニーちゃん」のデザインが描かれている。以前の日本国内向け製品はディズニーキャラクターの「くまのプーさん」（期間限定品は「ディズニープリンセス」、「トイ・ストーリー」）のデザインが描かれていた。おしっこをするとラインが青緑色になる『お知らせライン』が付いている。
ムーニー 新生児用
サイズ: 誕生 - 3/5 kg
ムーニー Sサイズ
サイズ: 4 kg - 8 kg
ムーニー Mサイズ
サイズ: 6 kg - 11 kg
ムーニー Lサイズ
サイズ: 9 kg - 14 kg

#### ムーニーマン（パンツタイプ）
ムーニーマン Sサイズ
サイズ: 4 kg - 8 kg
男女共用。ディズニーキャラクターの『くまのプーさん』のデザインが描かれている。おしっこをするとラインが青緑色になる『お知らせライン』が付いている。
ムーニーマン Mサイズ (寝返り〜はいはい)
サイズ: 5 kg - 10 kg
男女共用。ディズニーキャラクターの『くまのプーさん』のデザインが描かれている。おしっこをするとラインが青緑色になる『お知らせライン』が付いている。
ムーニーマン Mサイズ (たっち)
サイズ: 6 kg - 12 kg
男女共用。ディズニーキャラクターの『くまのプーさん』のデザインが描かれている。おしっこをするとラインが青緑色になる『お知らせライン』が付いている。
ムーニーマン Lサイズ
サイズ: 9 kg - 14 kg
男の子用と女の子用が存在する。ディズニーキャラクターの『くまのプーさん』のデザインが描かれている。おしっこをするとラインが青緑色になる『お知らせライン』が付いている。
ムーニーマン ビッグサイズ
サイズ: 12 kg - 17 kg
男の子用と女の子用が存在する。ディズニーキャラクターの『くまのプーさん』のデザインが描かれている。おしっこをするとラインが青緑色になる『お知らせライン』が付いている。
ムーニーマン ビッグより大きいサイズ
サイズ: 13 kg - 25 kg
適応胴囲: 45 cm - 63 cm
男の子用と女の子用が存在する。ディズニーキャラクターの『くまのプーさん』のデザインが描かれている。おしっこをするとラインが青緑色になる『お知らせライン』が付いている。
ムーニーマン スーパービッグ
サイズ: 18 kg - 35 kg
適応胴囲: 47 cm - 68 cm
男の子用と女の子用が存在する。『お知らせライン』は付いていない。小学生から中学生までの子供の夜尿症や失禁対策を視野に開発されている。